# David Guéron
Pour les articles homonymes, voir Guéron (homonymie).
David Guéron, d'origine turque et de nationalité espagnole, est un artiste verrier et industriel, fondateur et propriétaire de la manufacture Verrerie d'Art Degué, boulevard Malesherbes à Paris, de 1926 à 1939.

## Biographie
Il crée tout d'abord les cristalleries de Compiègne au début des années 1920, avant de se spécialiser en verrerie de luxe.
Il fabrique, boulevard Malesherbes à Paris, essentiellement des lustres et des vases art déco, en utilisant toute une gamme de couleurs, n'hésitant pas à plagier des productions lorraines de Daum, des frères Muller et, surtout, de Charles Schneider, avec lequel il aurait eu des problèmes judiciaires. David Guéron est écroué début Août 1936 à Compiègne pour avoir vendu de la marchandise (de la cristallerie qui est en faillite depuis de nombreux mois) saisie par l'administration des finances.
Ses productions signées Degué sont aujourd'hui recherchées par les amateurs de verrerie de style Art nouveau et Art déco.
La Seconde Guerre mondiale met fin à l'activité de verrerie d'art et David Guéron quitte la France en 1939 pour les États-Unis durant la période de la guerre.

## Marques et signatures
Si une petite partie de la production porte la signature du verrier lui-même GUERON (en majuscules), la plupart des verreries produites portent la marque Degué, avec un D majuscule et les autres lettres en minuscule. La dernière lettre (é) est parfois soulignée mais pas systématiquement. Des variantes existent, comme la signature GUE encerclée. Les marques peuvent être moulées ou gravées.